# Jean-Pierre Cattenoz
Jean-Pierre Cattenoz, né le 17 décembre 1945 à Maxéville en Lorraine, est un évêque catholique français, archevêque émérite d'Avignon.

## Biographie

### Formation
Jean-Pierre Cattenoz a suivi sa formation en philosophie et en théologie à l'Institut catholique de Toulouse où il a obtenu un doctorat en théologie.
Il est ordonné prêtre le 29 mai 1983 pour l'archidiocèse d'Avignon.
En 1986, il reprend un temps de formation à l'Institut Notre-Dame de Vie avant de devenir prêtre de cet Institut à la spiritualité carmélitaine.

### Principaux ministères
Ordonné prêtre en 1983, il est vicaire à Carpentras jusqu'en 1985. Pendant sa formation à l'Institut Notre-Dame de Vie, il conserve un ministère paroissial comme curé du secteur Sault de 1986 à 1989. Il est ensuite curé d'Aubignan et de Gigondas jusqu'en 1992 où il part pendant six ans comme prêtre Fidei donum à N'Djaména au Tchad. Il y est directeur des études du séminaire de Bakara.
De retour en France, il enseigne au grand séminaire d'Avignon et au Studium de théologie de l'Institut Notre-Dame de Vie. Il est responsable de la branche sacerdotale de cet institut de 2000 à 2002.
Nommé archevêque d'Avignon par le pape Jean-Paul II le 21 juin 2002, il est consacré le 13 octobre de la même année par Raymond Bouchex, son prédécesseur assisté de François-Xavier Loizeau, évêque de Digne et Robert Sarah, archevêque émérite de Conakry. Au sein de la Conférence des évêques de France, il est membre de la Commission de la vie consacrée, après avoir été membre de la Commission des mouvements apostoliques et des associations de fidèles.
Le 11 janvier 2021, le pape François accepte sa démission pour raison d'âge.

#### Controverse dans sa gouvernance du diocèse
Rapidement après sa prise de fonction, des tensions apparaissent dans le diocèse à cause d'accusations d'autoritarisme de l'archevêque à propos notamment de l'implantation de communautés religieuses étrangères qui ne tardent pas à susciter des vocations. Après avoir souhaité et obtenu la fermeture du séminaire interdiocésain d'Avignon (où il avait pourtant été enseignant) auquel certains reprochaient une formation moderniste et trop ouverte sur le monde, Cattenoz est accusé d'avoir « fait exploser le déficit de l'évêché ». De plus la promulgation d'une « charte diocésaine de l'enseignement catholique », qui demande aux élèves non catholiques des établissements catholiques de participer aux cours de première évangélisation ou de catéchèse, achève de heurter la frange libérale de son « gouvernement » diocésain. Celui-ci reproche aussi à Cattenoz de favoriser des associations comme le Chemin néocatéchuménal qui se voit confier une paroisse, et ses prises de positions sur divers sujets, trop « catholiques ». À l'appui de ces critiques, six des huit curés doyens du conseil presbytéral démissionnent le 3 février 2009, soutenus par leurs deux collègues et rejoints dans la démission par un membre du conseil épiscopal. Ils demandent la démission de leur archevêque, ce qui entraîne une médiation menée par l'archevêque de Marseille, Georges Pontier. Finalement, Cattenoz est confirmé dans sa mission par le pape Benoît XVI en janvier 2010 et de nouveau confirmé par le pape François.

#### Évolution des effectifs
Selon l'Annuaire pontifical de 2013, le nombre de prêtres passe de 162 en 2001 (avant l'arrivée de Cattenoz) à 186 en 2012, le nombre de religieux augmente : 78 en 2001, 97 en 2012. En revanche, les religieuses sont en diminution : 257 en 2002 contre 174 en 2012. Dans la même période, les diacres permanents passent de 19 à 27 et les baptisés de 350 000 (70 %) à 450 000 personnes (73,1 %). Entre trois et cinq ordinations sacerdotales diocésaines ont lieu chaque année pour l'archidiocèse.

## Devise épiscopale
« Spiritu et ambulate », «  Marcher sous la conduite de l’Esprit » (GA 5. 25).

## Prises de position

### Sur l'enseignement catholique
En juin 2006, il promulgue une charte de l'enseignement catholique concernant le diocèse d'Avignon, par laquelle il demande  que le caractère catholique de ces écoles soit clairement réaffirmé, demandant en particulier que la sélection des élèves soit conditionnée à leur acceptation « de participer au cours de première évangélisation ou de catéchèse ». Depuis lors, plusieurs évêques ont suivi les prérogatives du Vaucluse pour leur charte de l'enseignement.

### Sur le mariage et la famille
En mars 2007, il a publié une lettre ouverte aux candidats leur demandant de défendre la famille, « sanctuaire de la vie » et l'institution du mariage, « fondement de la famille ». Il s'inquiète par ailleurs de la banalisation de l'avortement, de l'acceptation de l'euthanasie et de la manipulation des embryons humains.
En juillet 2018, il se positionne à nouveau, au cours d'une homélie retransmise sur France Culture, contre le mariage pour tous, en déclarant que « le mariage pour tous peut bien exister » mais que « ce ne sera jamais qu'une amitié, aussi belle soit-elle ». Dans la foulée, il se montre ouvertement critique envers le suicide assisté, la PMA ou la GPA. Il réaffirme son opposition à l'avortement, en affirmant avoir pleuré lorsque la dépouille de Simone Veil a été conduite au Panthéon, alors que cette dernière avait permis la légalisation de l'interruption volontaire de grossesse, mais s'était opposée au mariage homosexuel. Il étaye son propos par des citations de Jean-Paul II et de Mère Teresa tout en dressant un parallèle avec la Shoah,. Quelques jours plus tard, alertée par des auditeurs, la station de radio qui retransmettait l'homélie fait également part de sa consternation et rédige un courrier à la Conférence des évêques de France afin de rappeler à l'ordre le religieux quant au respect des valeurs du service public.

### Sur l'ouvrageL'Église et l'Art d'avant-garde
Dans son bulletin diocésain (L'Église d'Avignon, no 10, du 10 mai 2003), Cattenoz s'exprima ainsi sur le livre de Gilbert Brownstone auquel s'étaient associés Albert Rouet et Gilbert Louis : « Enfin, avec beaucoup de souffrance, je dois dire que je ne comprends pas pourquoi deux de mes frères évêques se sont fourvoyés dans la publication d'un livre intitulé L’Église et l'art d'avant-garde. De la provocation au dialogue. Ce livre porte bien son nom : une provocation... Ces illustrations ne sont que le reflet des pulsions morbides et sexuelles qui habitent le cœur de l'homme blessé et défiguré par le péché et ne sauraient me conduire à percevoir la transcendance du Beau...».